# Красный (Среднеахтубинский район)
Красный — посёлок в Среднеахтубинском районе Волгоградской области России.
Входит в состав Куйбышевского сельского поселения.

## География

### Улицы
| - ул. Вишневая - ул. Дубравная - ул. Жемчужная - ул. Изобильная - ул. Лебединая - ул. Луговая | - ул. Новая - ул. Ореховая - ул. Прохладная - ул. Речная - ул. Славянская - ул. Солнечная | - пер. Лазурный |

## Население
| 2010 |
| ---- |
| 67   |